# Astragalus tenax
Astragalus tenax är en ärtväxtart som beskrevs av Aleksandr Andrejevitj Bunge. Astragalus tenax ingår i släktet vedlar, och familjen ärtväxter. Inga underarter finns listade i Catalogue of Life.